# Конвенция за химическите оръжия
 Конвенцията за химическите оръжия е споразумение за контрол над въоръжаването, с което се забранява производството, натрупването и използването на химическо оръжие. Пълното ѝ име е Конвенция за забрана на разработването, производството, натрупването и употребата на химическо оръжие и за неговото унищожаване (КХО). Конвенцията е приета на Конференцията по разоръжаване в Женева на 3 септември 1992 г., одобрена е от Общото събрание на ООН с резолюция А/47/39 от 30 ноември 1992 г., открита е за подписване в Париж на 13 януари 1993 г. и е влязла в сила на 29 април 1997 г. Конвенцията е подписана от Република България на 13 януари 1993 г. и е ратифицирана на 29 юни 1994 г., а в България е приет ЗАКОН за забрана на химическото оръжие и за контрол на токсичните химически вещества и техните прекурсори
Основното задължение на конвенцията, налагано на членовете ѝ е забраната за производството и употребата на химическо оръжие, както и унищожаването на всичките съществуващи запаси. Всички дейности, свързани с химическите оръжия и споменати в конвенцията се контролират от Организацията за забрана на химическите оръжия (ОЗХО). До юли 2010 г. са унищожени около 60% от всички натрупани химически оръжия.